# (36043) 1999 RN2
1999 RN2 (asteroide 36043) é um asteroide da cintura principal. Possui uma excentricidade de 0.01700420 e uma inclinação de 8.52187º.
Este asteroide foi descoberto no dia 4 de setembro de 1999 por CSS em Catalina.